# Tafea FC
Maillots
Le Tafea Football Club est un club de football vanuatais basé à Port-Vila. 

## Histoire
Le club a remporté toutes les éditions du Championnat du Vanuatu depuis sa création en 1994, ce qui porte à 15 titres de championnat, avant d'être détrôné par l'Amicale FC à partir de la saison 2009-2010. Par ailleurs, il a disputé la finale de la Ligue des champions de l'OFC en 2001, qu'il a perdu contre le club australien Wollongong Wolves, sur le score de 1-0.
Le club est classé 9e meilleur club de football océanien du XXe siècle par l'IFFHS

## Palmarès
- Ligue des champions de l'OFC (0)
  - Finaliste : 2001

- Ligue de football de Port-Vila (17) 
  - Champion : 1986, 1994, 1995, 1996, 1997, 1998, 1999, 2000, 2001, 2002, 2003, 2004, 2005, 2006, 2007, 2009, 2019